# فرودگاه ماونت کوک
فرودگاه ماونت کوک (به انگلیسی: Mount Cook Aerodrome) یک فرودگاه با کد یاتا MON است که یک باند فرود سنگفرش دارد و طول باند آن ۱۴۷۳ متر است. این فرودگاه در کشور نیوزلند قرار دارد .